# تپه آونلیق ۱
تپه آونلیق ۱ مربوط به دوره ساسانیان است و در شهرستان میانه، بخش کندوان، دهستان تیرچای، ۱ کیلومتری شمال غربی روستای آونلیق واقع شده و این اثر در تاریخ ۲۷ اسفند ۱۳۸۶ با شمارهٔ ثبت ۲۲۲۷۹ به‌عنوان یکی از آثار ملی ایران به ثبت رسیده است.